# Municipio de Wisner (Nebraska)
El municipio de Wisner (en inglés: Wisner Township) es un municipio ubicado en el condado de Cuming en el estado estadounidense de Nebraska. En el año 2010 tenía una población de 158 habitantes y una densidad poblacional de 1,75 personas por km².

## Geografía
El municipio de Wisner se encuentra ubicado en las coordenadas 41°57′2″N 96°58′5″O / 41.95056, -96.96806. Según la Oficina del Censo de los Estados Unidos, el municipio tiene una superficie total de 90.43 km², de la cual 88,39 km² corresponden a tierra firme y (2,25 %) 2,04 km² es agua.

## Demografía
Según el censo de 2010, había 158 personas residiendo en el municipio de Wisner. La densidad de población era de 1,75 hab./km². De los 158 habitantes, el municipio de Wisner estaba compuesto por el 95,57 % blancos, el 2,53 % eran de otras razas y el 1,9 % eran de una mezcla de razas. Del total de la población el 5,7 % eran hispanos o latinos de cualquier raza.